# René Binot
René Paul Oscar Emmanuel Virgile Binot (Opzullik, 8 maart 1890 - 9 november 1969) was een Belgisch senator en burgemeester.

## Levensloop
Binot was notaris. Hij werd gemeenteraadslid (1932) en burgemeester (1933-1942) van Opzullik.
Van 1949 tot 1954 was hij liberaal senator, verkozen door het arrondissement Bergen-Zinnik. 